# James McCudden

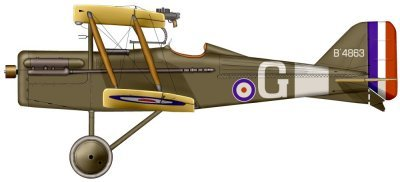
Myśliwiec S.E.5a Jamesa McCuddena

James Thomas Byford McCudden (ur. 28 marca 1895 w Gillingham, zm. 9 lipca 1918) – brytyjski pilot myśliwski, jeden z czołowych brytyjskich asów okresu I wojny światowej. Autor 57 zwycięstw powietrznych.

## Życiorys
W 1910 rozpoczął służbę wojskową w Królewskim Korpusie Lotniczym jako mechanik. Po wybuchu I wojny światowej został przydzielony do 3 Dywizjonu Lotniczego i w sierpniu 1914 znalazł się w objętej wojną Francji. Pełen entuzjazmu do latania, wkrótce został obserwatorem i zdobywał bezcenne doświadczenie powietrzne w najgorszym dla aliantów okresie panowania w powietrzu niemieckich jednopłatowych Fokkerów. W lipcu 1916 ukończył naukę pilotażu i został przydzielony do 20 Dywizjonu, a następnie 29 Dywizjonu, gdzie latach na samolotach F.E.2 i DH.2. W listopadzie 1916 odniósł upragnione pierwsze zwycięstwo powietrzne.
23 lutego 1917 McCudden powrócił do Anglii, by uczyć latania na samolotach Sopwith Pup młodych pilotów. Następnie krótko służył w 66 Dywizjonie, po czym w połowie sierpnia 1917 powrócił na front wraz z 56 Dywizjonem wyposażonym w samoloty SE.5. To właśnie w tej jednostce, uważanej powszechnie za elitę lotnictwa brytyjskiego, osiągnął swoje największe sukcesy. Do 56 Dywizjonu należeli sami najlepsi piloci brytyjscy (dywizjon został powołany specjalnie do walki z „cyrkiem” Richthofena). 
Mianowany dowódcą eskadry, świetnie sprawdził się na tym stanowisku. Brał udział m.in. w zestrzeleniu niemieckiego asa myśliwskiego Wernera Vossa, który mężnie stawiał czoła angielskim lotnikom. Ulubionym zajęciem McCuddena było jednak samotne polowanie na nieprzyjacielskie samoloty rozpoznawcze, latające na dużej wysokości. Silniki jego samolotu miały specjalne tłoki dostosowane do pracy w warunkach dużego ciśnienia, co pozwalało na latanie na wyższym pułapie. Zwracał szczególną uwagę na stan techniczny karabinów maszynowych, od których sprawności wielokrotnie zależało życie pilota walczącego z nieprzyjacielem. Umiał także doskonale wykorzystywać osłonę, jaką dają chmury i często jego samotne pościgi za wrogim samolotem trwały nawet godzinę. Umiejętna taktyka walki w powietrzu przyniosła mu w lutym 1918 57 zwycięstwo powietrzne, kiedy to zestrzelił dwumiejscowego Hannovera CL.III. Było to ostatnie zwycięstwo powietrzne McCuddena. 
Po odpoczynku w Anglii w 9 lipca 1918 wystartował, by przyłączyć się do 60 Dywizjonu stacjonującego we Francji, ale nigdy nie dotarł na miejsce. Podczas lotu nastąpiła awaria silnika, próba zawrócenia na lotnisko nie udała się i jego samolot runął na ziemię. McCudden zginął tragicznie w wieku 23 lat.

## Odznaczenia
- Krzyż Wiktorii
- Distinguished Service Order – dwukrotnie
- Military Cross – dwukrotnie
- Military Medal
- francuski Croix de Guerre (1914-1918)